# Olympische Jugend-Sommerspiele 2014/Handball
| Handball bei den II. Olympischen Jugend-Sommerspielen | Handball bei den II. Olympischen Jugend-Sommerspielen |
| Olympische Ringe · Handball                           | Olympische Ringe · Handball                           |
| Informationen                                         | Informationen                                         |
| ----------------------------------------------------- | ----------------------------------------------------- |
| Teilnehmer:                                           | 104 Athleten                                          |
| Datum:                                                | 20. August–25. August                                 |
| Austragungsort:                                       | Jiangning Sports Center                               |
| Wettkampfort:                                         | Nanjing                                               |
| Entscheidungen:                                       | 2                                                     |
| ← Singapur 2010                                       | Buenos Aires 2018 →                                   |
| Olympische Ringe                                      | Handball                                              |

| Olympische Jugend-Sommerspiele 2014 (Medaillenspiegel Handball) | Olympische Jugend-Sommerspiele 2014 (Medaillenspiegel Handball) | Olympische Jugend-Sommerspiele 2014 (Medaillenspiegel Handball) | Olympische Jugend-Sommerspiele 2014 (Medaillenspiegel Handball) | Olympische Jugend-Sommerspiele 2014 (Medaillenspiegel Handball) | Olympische Jugend-Sommerspiele 2014 (Medaillenspiegel Handball) |
| Platz                                                           | Mannschaft                                                      | Goldmedaillen                                                   | Silbermedaillen                                                 | Bronzemedaillen                                                 | Gesamt                                                          |
| --------------------------------------------------------------- | --------------------------------------------------------------- | --------------------------------------------------------------- | --------------------------------------------------------------- | --------------------------------------------------------------- | --------------------------------------------------------------- |
| 01                                                              | Slowenien                                                       | 1                                                               | —                                                               | —                                                               | 1                                                               |
| 0                                                               | Südkorea                                                        | 1                                                               | —                                                               | —                                                               | 1                                                               |
| 03                                                              | Ägypten                                                         | —                                                               | 1                                                               | —                                                               | 1                                                               |
| 0                                                               | Russland                                                        | —                                                               | 1                                                               | —                                                               | 1                                                               |
| 05                                                              | Norwegen                                                        | —                                                               | —                                                               | 1                                                               | 1                                                               |
| 0                                                               | Schweden                                                        | —                                                               | —                                                               | 1                                                               | 1                                                               |

Bei den Olympischen Jugend-Sommerspielen 2014 in der chinesischen Metropole Nanjing wurden zwei Wettbewerbe im Handball ausgetragen.
Die Spiele fanden vom 20. bis zum 25. August im Jiangning Sports Center statt.

## Jungen

### Vorrunde
Die Vorrundenspiele wurden vom 20. bis zum 22. August ausgetragen.

#### Gruppe A
| Rang | Land      | Spiele | Tore  | Punkte |
| ---- | --------- | ------ | ----- | ------ |
| 1    | Ägypten   | 2      | 57:50 | 4      |
| 2    | Norwegen  | 2      | 60:59 | 2      |
| 3    | Brasilien | 2      | 54:62 | 0      |

| Norwegen  | – | Ägypten   | 27:28 |
| Brasilien | – | Norwegen  | 31:33 |
| Ägypten   | – | Brasilien | 29:23 |

#### Gruppe B
| Rang | Land      | Spiele | Tore  | Punkte |
| ---- | --------- | ------ | ----- | ------ |
| 1    | Slowenien | 2      | 71:35 | 4      |
| 2    | Katar     | 2      | 49:61 | 2      |
| 3    | Tunesien  | 2      | 35:59 | 0      |

| Tunesien  | – | Katar     | 23:26 |
| Slowenien | – | Tunesien  | 33:12 |
| Katar     | – | Slowenien | 23:38 |

### Finalrunde
Die Finalrundenspiele wurden am 24. und 25. August ausgetragen.
| Spiel um Platz 5, 1. Spiel |   |           |       |
| Brasilien                  | – | Tunesien  | 38:31 |
| Spiel um Platz 5, 2. Spiel |   |           |       |
| Tunesien                   | – | Brasilien | 27:28 |

| Halbfinale 1 |   |           |       |
| Ägypten      | – | Katar     | 34:26 |
| Halbfinale 2 |   |           |       |
| Norwegen     | – | Slowenien | 30:33 |

| Spiel um Platz 3 |   |          |       |
| Katar            | – | Norwegen | 25:33 |

| Finale  |   |           |       |
| Ägypten | – | Slowenien | 25:31 |

### Endergebnis
| Platz | Land      | Athleten |
| ----- | --------- | --- |
| 1     | Slowenien | Urh Kastelic, Leon Rašo, Darko Stojnič, Aleks Kavčič, Luka Kikanović, Blaž Janc, Jan Prevolnik, Matic Kotar, Jaka Malus, Tilen Sokolič, Jakob Beđeti, Žiga Urbič, Gal Marguč, Rok Cvetko |
| 2     | Ägypten   | Mohamed Saleh, Hady Morsy, Youssef Shehab, Ahmed Abdelaal, Aly Refaat, Omar Wafa, Ahmed Salem, Abdelhamid Abdelhamid, Ahmed Abdelwahab, Yahia Omar, Mohamed El-Tayar, Omar Belal, Shady Ramadan, Abdelrahman Abdou                                                                           |
| 3     | Norwegen  | Kristian Sæverås, Aksel Horgen, Jonas Berggraf Olsen, Simen Nicolay Schønningsen, Eirik Køpp, Lasse Larsen Thorsbye, Tormod Hauane, Sander Andreassen Øverjordet, Sindre Aho, Tobias Skuggedal Hansen, Kevin Maagerø Gulliksen, Jørgen Jansrud, Magnus Abelvik Rød, Sivert Næsbakken Nordeng |

## Mädchen

### Vorrunde
Die Vorrundenspiele wurden vom 20. bis zum 22. August ausgetragen.

#### Gruppe A
| Rang | Land     | Spiele | Tore  | Punkte |
| ---- | -------- | ------ | ----- | ------ |
| 1    | Russland | 2      | 70:52 | 4      |
| 2    | Südkorea | 2      | 70:59 | 2      |
| 3    | Angola   | 2      | 44:73 | 0      |

| Angola   | – | Russland | 21:34 |
| Südkorea | – | Angola   | 39:23 |
| Russland | – | Südkorea | 36:31 |

#### Gruppe B
| Rang | Land                | Spiele | Tore  | Punkte |
| ---- | ------------------- | ------ | ----- | ------ |
| 1    | Schweden            | 2      | 71:38 | 4      |
| 2    | Brasilien           | 2      | 56:50 | 2      |
| 3    | Volksrepublik China | 2      | 32:71 | 0      |

| Volksrepublik China | – | Schweden            | 14:39 |
| Brasilien           | – | Volksrepublik China | 32:18 |
| Schweden            | – | Brasilien           | 32:24 |

### Finalrunde
Die Finalrundenspiele wurden am 24. und 25. August ausgetragen.
| Spiel um Platz 5, 1. Spiel |   |                     |       |
| Angola                     | – | Volksrepublik China | 31:18 |
| Spiel um Platz 5, 2. Spiel |   |                     |       |
| Volksrepublik China        | – | Angola              | 22:22 |

| Halbfinale 1 |   |           |       |
| Südkorea     | – | Schweden  | 25:24 |
| Halbfinale 2 |   |           |       |
| Russland     | – | Brasilien | 30:22 |

| Spiel um Platz 3 |   |           |       |
| Schweden         | – | Brasilien | 23:16 |

| Finale   |   |          |       |
| Südkorea | – | Russland | 32:31 |

### Endergebnis
| Platz | Land     | Athleten |
| ----- | -------- | --- |
| 1     | Südkorea | Chun Hye-su, Park Jun-hee, Gim Bo-eun, Park Min-jeong, Choi Ji-hyeon, Kang Eun-hye, Park Jo-eun, Lee Ga-hee, Kim So-ra, Kang Kyung-min, Kim Seong-eun, Hur You-jin, Kang Da-hye, Yu So-jeong                                                                                           |
| 2     | Russland | Anastassija Rjabzewa, Karina Sabirowa, Kristina Lichatsch, Anastassija Suslowa, Ljudmila Wydrina, Darja Belikowa, Julija Golikowa, Jelisaweta Malaschenko, Anastassija Titowskaja, Walentina Wernigorowa, Anastassija Starschowa, Jaroslawa Frolowa, Tatjana Sacharowa, Julija Markowa |
| 3     | Schweden | Joumana Chaddad, Thess Krönell, Emma Ekenman-Fernis, Albana Arifi, Sofia Hvenfelt, Emma Lindqvist, Julia Uhlhorn Bardis, Lina Wessberg, Olivia Mellegård, Anna Johansson, Hanna Blomstrand, Isabella Mouratido, Julia Sandell, Emma Rask                                               |